# 南オセチア共和国首相
南オセチア共和国首相（みなみオセチアきょうわこくしゅしょう）は、南オセチア共和国が行政府の長と位置づける役職である。ロシア語表記ではПредседатель Правительства Южной Осетииであり、直訳すると南オセチア政府議長である。行政権は大統領が握っているため、首相は内閣の任務の指揮権を保持する。首相の任命には南オセチア議会の承認が必要である。

## 歴代首相一覧
| 代   | 氏名                         | 就任日         | 退任日         | 政党   |
| ---- | ---------------------------- | -------------- | -------------- | ------ |
| 1    | オレグ・テジエフ             | 1991年11月28日 | 1993年10月     | 無所属 |
| 2    | ゲラシム・クガエフ           | 1993年10月     | 1994年5月      | 無所属 |
| 3    | フェリックス・ザシエフ       | 1994年5月      | 1995年         | 無所属 |
| 4    | ヴラディスラフ・ガバラエフ   | 1995年         | 1996年9月25日  | 無所属 |
| 暫定 | ヴァレリー・フブロフ         | 1996年9月25日  | 1996年12月2日  | 無所属 |
| 5    | アレクサンドル・シャブロホフ | 1996年12月2日  | 1998年8月      | 無所属 |
| 6    | メラブ・チゴエフ             | 1998年8月      | 2001年6月6日   | 無所属 |
| 7    | ドミトリー・サナコエフ       | 2001年6月14日  | 2001年12月     | 無所属 |
| (2)  | ゲラシム・クガエフ           | 2001年12月     | 2003年8月      | 団結党 |
| 8    | イゴール・サナコエフ         | 2003年9月17日  | 2005年5月      | 団結党 |
| 暫定 | ズラブ・ココエフ             | 2005年5月      | 2005年7月5日   | 団結党 |
| 9    | ユーリー・モロゾフ           | 2005年7月5日   | 2008年8月17日  | 団結党 |
| 暫定 | ボリス・チョチエフ           | 2008年8月17日  | 2008年10月22日 | 団結党 |
| 10   | アスランベク・ブラツェフ     | 2008年10月22日 | 2009年8月4日   | 団結党 |
| 11   | ヴァディム・ブロフツェフ     | 2009年8月5日   | 2012年4月26日  | 団結党 |
| 12   | ロスティスラフ・クガエフ     | 2012年4月26日  | 2014年1月20日  | 無所属 |
| 13   | ドメンティ・クルンべコフ     | 2014年1月20日  | 2017年5月16日  | 無所属 |
| 14   | エリック・プハエフ           | 2017年5月16日  | 2020年8月29日  | 無所属 |
| 15   | ゲンナジー・ベコエフ         | 2020年8月29日  | 2022年6月20日  | 無所属 |
| 16   | コンスタンティン・ジュソエフ | 2022年6月20日  | 現職           | 無所属 |